# World Games 1989
World Games 1989 – trzecia edycja World Games, która odbyła się w zachodnioniemieckim mieście Karlsruhe. Startowało 1965 sportowców.